# Setellia distincta
Setellia distincta är en tvåvingeart som först beskrevs av Walker 1853.  Setellia distincta ingår i släktet Setellia och familjen Richardiidae. Inga underarter finns listade i Catalogue of Life.